# Congreso Ornitológico Internacional
El Congreso Ornitológico Internacional es el más antiguo y el que más encuentros internacionales ha celebrado entre los ornitólogos. Están organizados por la Unión Ornitológica Internacional, un grupo constituido por 200 ornitólogos. El primer congreso tuvo lugar en 1884. Hasta 1926, su organización era irregular, pero a partir de esta fecha se decidió organizarlo cada cuatro años (a excepción del período de la Segunda Guerra Mundial).

## Listado de los congresos
- 1884 -  Viena, Austria
- 1891 -  Budapest, Hungría
- 1900 -  París, Francia
- 1905 -  Londres, Reino Unido
- 1910 -  Berlín, Alemania
- 1926 -  Copenhague, Dinamarca
- 1930 -  Ámsterdam, Países Bajos
- 1934 -  Oxford, Reino Unido
- 1938 -  Rouen, Francia
- 1950 -  Upsala, Suecia
- 1954 -  Basilea, Suiza
- 1958 -  Helsinki, Finlandia
- 1962 -  Ithaca, Estados Unidos
- 1966 -  Oxford, Reino Unido
- 1970 -  La Haya, Países Bajos
- 1974 -  Canberra, Australia
- 1978 -  Berlín, Alemania
- 1982 -  Moscú, Unión Soviética
- 1986 -  Ottawa, Canadá
- 1990 -  Christchurch, Nueva Zelanda
- 1994 -  Viena, Austria
- 1998 -  Durban, África del Sur
- 2002 -  Pequín, China
- 2006 -  Hamburgo, Alemania
- 2010 -  Campos do Jordão, Brasil
- 2014 -  Tokio, Japón
- 2018 -  Vancouver, Canadá